# Гридасово (Обоянський район)
Гридасово (рос. Гридасово) — село в Обоянському районі Курської області Російської Федерації.
Населення становить 255 осіб. Входить до складу муніципального утворення Гридасівська сільрада.

## Історія
Населений пункт розташований на території українського етнічного та культурного краю Східна Слобожанщина.
Від 2004 року входить до складу муніципального утворення Гридасівська сільрада.

## Населення
| 2002 | 2010 |
| ---- | ---- |
| 331  | ↘255 |